# Cratere Jacqueline
Jacqueline  è un cratere sulla superficie di Venere.